# El Picazo
El Picazo är en ort i Spanien.   Den ligger i provinsen Provincia de Cuenca och regionen Kastilien-La Mancha, i den centrala delen av landet, 180 km sydost om huvudstaden Madrid. El Picazo ligger 694 meter över havet och antalet invånare är 742.
Terrängen runt El Picazo är huvudsakligen platt, men västerut är den kuperad. El Picazo ligger nere i en dal. Runt El Picazo är det ganska glesbefolkat, med 39 invånare per kvadratkilometer. Närmaste större samhälle är Casasimarro, 10,2 km söder om El Picazo. Trakten runt El Picazo består till största delen av jordbruksmark.